# Homosporie
 (décembre 2021).
Si vous disposez d'ouvrages ou d'articles de référence ou si vous connaissez des sites web de qualité traitant du thème abordé ici, merci de compléter l'article en donnant les références utiles à sa vérifiabilité et en les liant à la section « Notes et références ».
En botanique, l'homosporie caractérise un organisme qui ne produit qu'un seul type de spores, le sexe (ou l'hermaphrodisme) du sporophyte sera donc déterminé ultérieurement. En opposition à l'hétérosporie qui produit des microspores (mâles) et des mégaspores (femelles).